# Ferhat Pehlivan
Pour les articles homonymes, voir Ferhat et Pehlivan.
Ferhat Pehlivan est un boxeur turc né le 28 août 1988 à Akçaabat.

## Carrière
Sa carrière amateur est principalement marquée par une médaille de bronze remportée lors des championnats d'Europe de Liverpool en 2008 dans la catégorie mi-mouches.

## Palmarès

### Jeux olympiques
- Qualifié pour les Jeux de 2012 à Londres, Angleterre

### Championnats d'Europe de boxe amateur
- Médaille de bronze en -48 kg en 2008 à Liverpool, Angleterre

### Jeux méditerranéens
- Médaille de bronze en catégorie mi-mouches (-48 kg) en 2009 à Pescara,  Italie